# Bimbi (singolo)
Bimbi è un singolo del produttore discografico italiano Charlie Charles, pubblicato il 17 marzo 2017.

## Descrizione
Il singolo è stato originariamente pubblicato in versione strumentale dall'artista e una settimana più tardi è stata pubblicata in una nuova versione che ha visto la partecipazione vocale dei rapper Izi, Rkomi, Sfera Ebbasta, Tedua e Ghali.
Il singolo raggiunse la terza posizione nella classifica italiana, rimanendovi per 25 settimane consecutive.

## Tracce
Musiche di Paolo Alberto Monachetti.
Download digitale – 1ª versione
1. Bimbi (Instrumental) – 3:59

Download digitale – 2ª versione
1. Bimbi (feat. Izi, Rkomi, Sfera Ebbasta, Tedua & Ghali) – 4:00 (testo: Diego Germini, Mirko Martorana, Gionata Boschetti, Mario Molinari, Ghali Amdouni)

7"
- Lato A

1. Bimbi (feat. Izi, Rkomi, Sfera Ebbasta, Tedua & Ghali) – 4:00 (testo: Diego Germini, Mirko Martorana, Gionata Boschetti, Mario Molinari, Ghali Amdouni)

- Lato B

1. Bimbi (Strumentale) – 3:59

## Classifiche

### Classifiche settimanali
| Classifica (2017) | Posizione massima |
| ----------------- | ----------------- |
| Italia            | 3                 |

### Classifiche di fine anno
| Classifica (2017) | Posizione |
| ----------------- | --------- |
| Italia            | 77        |